# Урвич (защитена местност)
Вижте пояснителната страница за други значения на Урвич.
Урвич е защитена местност в България с площ 93,3 хектара. Намира се в близост до крепостта Боженишки Урвич, село Боженица, община Ботевград. Обявена е като историческа местност на 24 юли 1962 г., с цел опазване на семенни дъбови гори. Прекатегоризирана е в защитена местност на 18 август 2003 г.
В защитената местност се забраняват:
- откриването на кариери и копаенето на камъни;
- извършването на разкопки и рушене на крепостната стена;
- пашата на добитък, ловуването, както и всякакви действия, които рушат или заличават запазилите се до наши дни останки от крепостта.[3]